# Seattle-i főegyházmegye
A római katolikus Seattle-i főegyházmegye (angolul: Roman Catholic Archdiocese of Seattle, latinul: Dioecesis Seattlensis) egy amerikai főegyházmegye. Érseki-metropolitai székhelye Seattle-ben található. Két szuffragáns egyházmegyéje van, a Spokane-i és a Yakimai egyházmegye. Az egyházmegye fennhatósága Nyugat-Washington államra, azaz Clallam, Clark, Cowlitz, Grays Harbor, Island, Jefferson, King, Kitsap, Lewis, Mason, Pacific, Pierce, San Juan, Skagit, Skamania, Snohomish, Thurston, Wahkiakum és Whatcom megye területére terjed ki. A főegyházmegye érseke Paul D. Etienne, segédpüspöke Eusebio L. Elizondo Almaguer és Daniel Henry Mueggenborg, Nyugalmazott püspöke is kettő van, Alexander Joseph Brunett és J. Peter Sartain, a főegyházmegye előző két érseke.

## Története
A Seattle-i egyházmegyét 1907. szeptember 11-én alapították a megszüntetett Nesqually-i egyházmegye felosztásával. 1913. december 17-én át kellett adnia a területe egy részét az akkor létrehozott Spokane-i egyházmegye részére. 1951. június 23-án a Yakimai egyházmegyét is leválasztották a főegyházmegye területéről, egyidejűleg viszont metropóliai főegyházmegye rangjára emelték, és a két leválasztott egyházmegye (Spokane és Yakima) is az új Seattle-i egyháztartomány szuffragán egyházmegyéje lett.

## Püspökök, érsekek

### Nesqually-i püspökök
- Augustin-Magloire Blanchet (1850–1879)
- Egidius Junger (1879–1895)
- Edward John O'Dea (1896–1907)

### Seattle-i püspökök
- Edward John O'Dea (1907–1932)
- Gerald Shaughnessy S.M. (1933–1950)
- Thomas Arthur Connolly (1950–1951)

### Seattle-i érsekek
- Thomas Arthur Connolly (1951–1975)
- Raymond Hunthausen (1975–1991)
- Thomas Joseph Murphy (1991–1997)
- Alexander Joseph Brunett (1997–2010)
- J. Peter Sartain (2010–2019)
- Paul D. Etienne (2019-hivatalban)

### Koadjutor érsekek
- Thomas Joseph Murphy (1987–1991)
- Paul D. Etienne (2019)

### Segédpüspökök
- Thomas Edward Gill (1956–1973)
- Nicolas Eugene Walsh (1976–1983)
- Donald Wuerl (1986–1988), később Pittsburgh püspöke, később Washington érseke (2010. óta bíboros)
- George Leo Thomas (2000–2004), később Helena, majd Las Vegas püspöke
- Joseph J. Tyson (2005–2011), később Yakima püspöke
- Eusebio L. Elizondo Almaguer, M.Sp.S. (2005–hivatalban)
- Daniel Henry Mueggenborg (2017–hivatalban)

## Más papok, akik ebből az egyházmegyéből kerültek püspöki székbe
- Robert John Armstrong, Sacramento püspökévé kinevezve (1929)
- Jean-Baptiste Brondel, Vancouver-sziget püspökévé kinevezve (1879)
- Joseph Patrick Dougherty, Yakima püspökévé kinevezve (1951)
- Cornelius Michael Power, Yakima püspökévé kinevezve (1969)

## Szomszédos egyházmegyék
- Victoriai római katolikus egyházmegye (Kanada) (északkelet)
- Vancouveri főegyházmegye (észak)
- Spokane-i római katolikus egyházmegye (kelet)
- Yakimai egyházmegye (délkelet)
- Bakeri egyházmegye (délkelet)
- Portlandi főegyházmegye (dél)

## Fordítás
Ez a szócikk részben vagy egészben  a   Roman Catholic Archiocese of Seattle című angol Wikipédia-szócikk fordításán alapul.  Az eredeti cikk szerkesztőit annak laptörténete sorolja fel. Ez a jelzés csupán a megfogalmazás eredetét és a szerzői jogokat jelzi, nem szolgál a cikkben szereplő információk forrásmegjelöléseként.